# Patrizis Dreizackblattnase

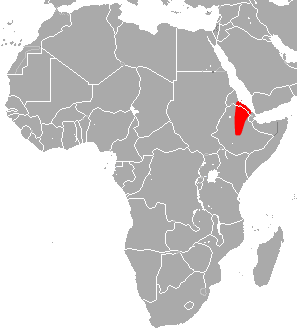
Verbreitungsgebiet von Patrizis Dreizackblattnase

Patrizis Dreizackblattnase (Asellia patrizii) ist eine Fledermaus in der Familie der Rundblattnasen, die im Osten Afrikas vorkommt. Die Art ist nach dem italienischen Naturforscher Marquis Don Patrizi Naro Montoro benannt.

## Merkmale
Patrizis Dreizackblattnase ist mit einer Unterarmlänge von 38 bis 44 mm und einem Gewicht von 3,3 bis 4,4 g kleiner als Geoffroys Dreizackblattnase. Sie hat eine Gesamtlänge von 55 bis 66 mm, inklusive eines 13 bis 20 mm langen Schwanzes, 12 bis 16 mm lange Ohren sowie etwa 6 mm lange Hinterfüße. Die Flügelspannweite beträgt 225 bis 245 mm. Wie bei anderen Gattungsmitgliedern besitzt das Nasenblatt an der Oberseite des rundlichen zentralen Bereichs drei Fortsätze, die zusammen an einen Dreizack erinnern. Der mittlere Fortsatz ist zugespitzt, die beiden seitlichen enden stumpf. Das Fell der Oberseite wird aus Haaren gebildet, die nahe der Wurzel fast weiß sind, während der restliche Abschnitt graubraun gefärbt ist. Die Unterseite ist mit hellgrauem bis weißem Fell bedeckt.
Patrizis Dreizackblattnase hat nackte Ohren ohne verbindenden Hautstreifen. Im Gebiss sind die oberen Schneidezähne klein. Die robusten oberen Eckzähne besitzen eine kleine zweite Spitze, etwa auf halber Höhe. Flügel und Schwanzflughaut sind dunkelbraun, wobei die Schwanzspitze 3 bis 5 mm herausragt.

## Verbreitung
Das Verbreitungsgebiet dieser Fledermaus liegt in Äthiopien und Eritrea. Sie lebt in Halbwüsten und trockenen Landschaften mit Grasbewuchs.
Exemplare von den zu Saudi-Arabien zählenden Farasan-Inseln wurden direkt nach der Auffindung zu Patrizis Dreizackblattnase gezählt. Nach einer taxonomischen Revision der Gattung Dreizack-Blattnasen könnten sie auch zu einer der neu beschriebenen Arten zählen.

## Verhalten
Diese Fledermaus ruht in Höhlen und Gebäuden, wo sie meist kleinere Gruppen bildet. Gelegentlich kommen gemischte Kolonien mit Geoffroys Dreizackblattnase vor. Die Art jagt oft dicht über dem Grund nach Insekten. Während einer Studie von September bis Dezember 1971 konnten Weibchen und Männchen gemeinsam am Ruheplatz registriert werden.

## Bedrohung
Störungen am Schlafplatz wirken sich vermutlich negativ aus. Allgemein kommt Patrizis Dreizackblattnase in Landschaften vor, die selten von Menschen verändert werden. Die Weltnaturschutzunion (IUCN) listet die Art als nicht gefährdet (Least Concern).